# Чикалов (хутор)
Чикалов — хутор в Шовгеновском муниципальном районе Республики Адыгея России. Входит в состав Дукмасовского сельского поселения.

## География
Стоит на правом берегу реки Гиага.
Фактически слился с хутором Тихонов.

### Уличная сеть
- Жданова,
- Лесная,
- Маяковского.

### Климат
Климат, как и во всем районе, мягкий влажный умеренный. Средняя продолжительность солнечного сияния изменяется от 1750 до 2200 часов в год, при изменении высоты солнца от 22º в полдень 22 декабря, до 68º в полдень 22 июня. На территории района на поверхность земли за год поступает 117—120 ккал/см² суммарной радиации. Большое количество суммарной радиации определяет длительный вегетационный период 230—240 дней.

## Население
| 2002 | 2010 | 2013 | 2014 | 2015 | 2016 | 2017 |
| ---- | ---- | ---- | ---- | ---- | ---- | ---- |
| 119  | ↗123 | ↘122 | ↘121 | ↘117 | ↘116 | ↘113 |
| 2018 | 2019 | 2020 | 2021 | 2023 | 2024 |      |
| ↗118 | →118 | ↗123 | ↗130 | ↗144 | ↗146 |      |

## Инфраструктура
Личное подсобное хозяйство с зоной сельскохозяйственного использования, индивидуальная застройка усадебного типа.
Основа экономики — сельское хозяйство.

## Транспорт
Остановка общественного транспорта.